# Phlox carolina
Phlox carolina är en blågullsväxtart. Phlox carolina ingår i släktet floxar, och familjen blågullsväxter.

## Underarter
Arten delas in i följande underarter:
- P. c. alta
- P. c. angusta
- P. c. carolina
- P. c. turritella

## Bildgalleri

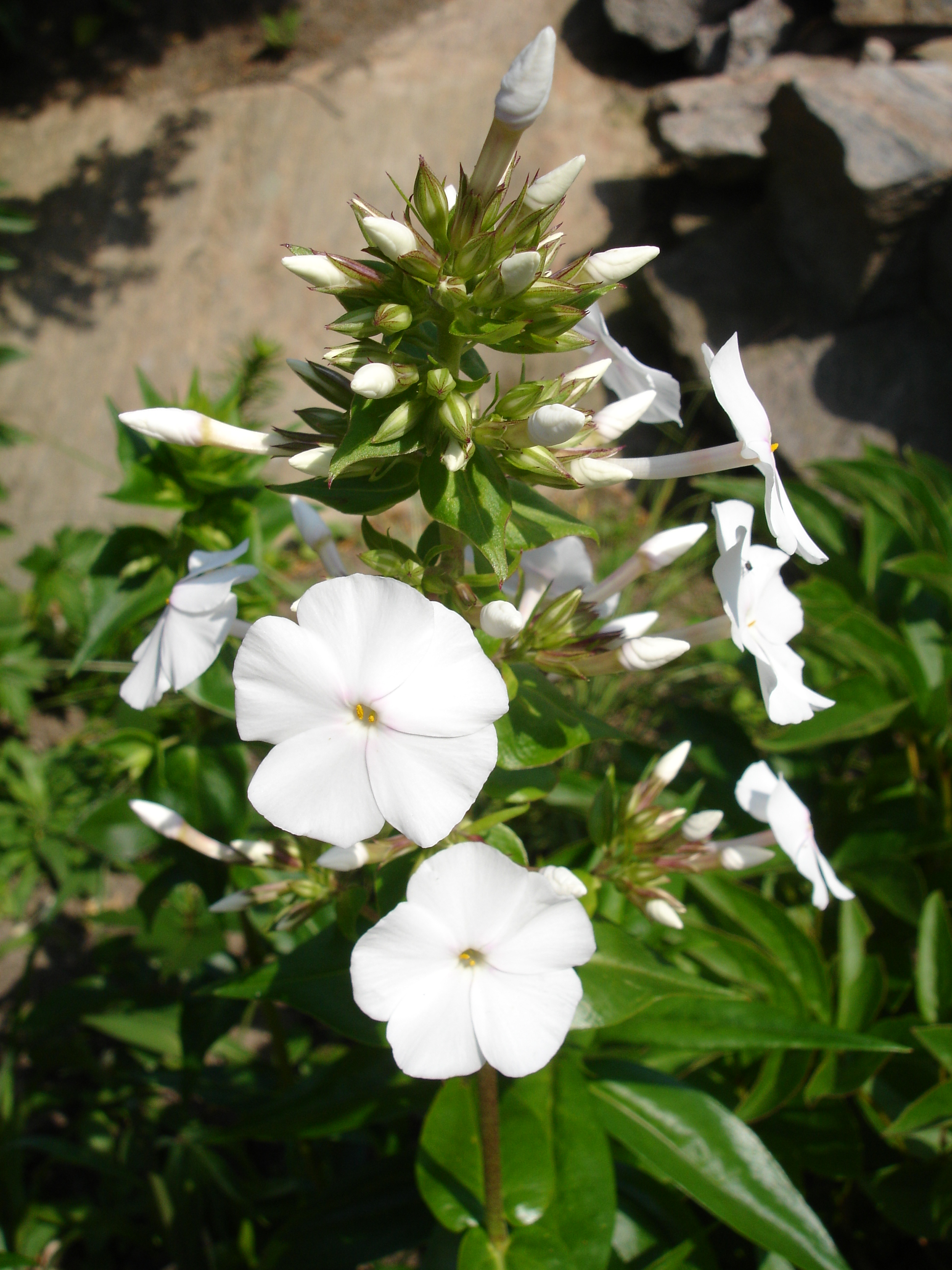
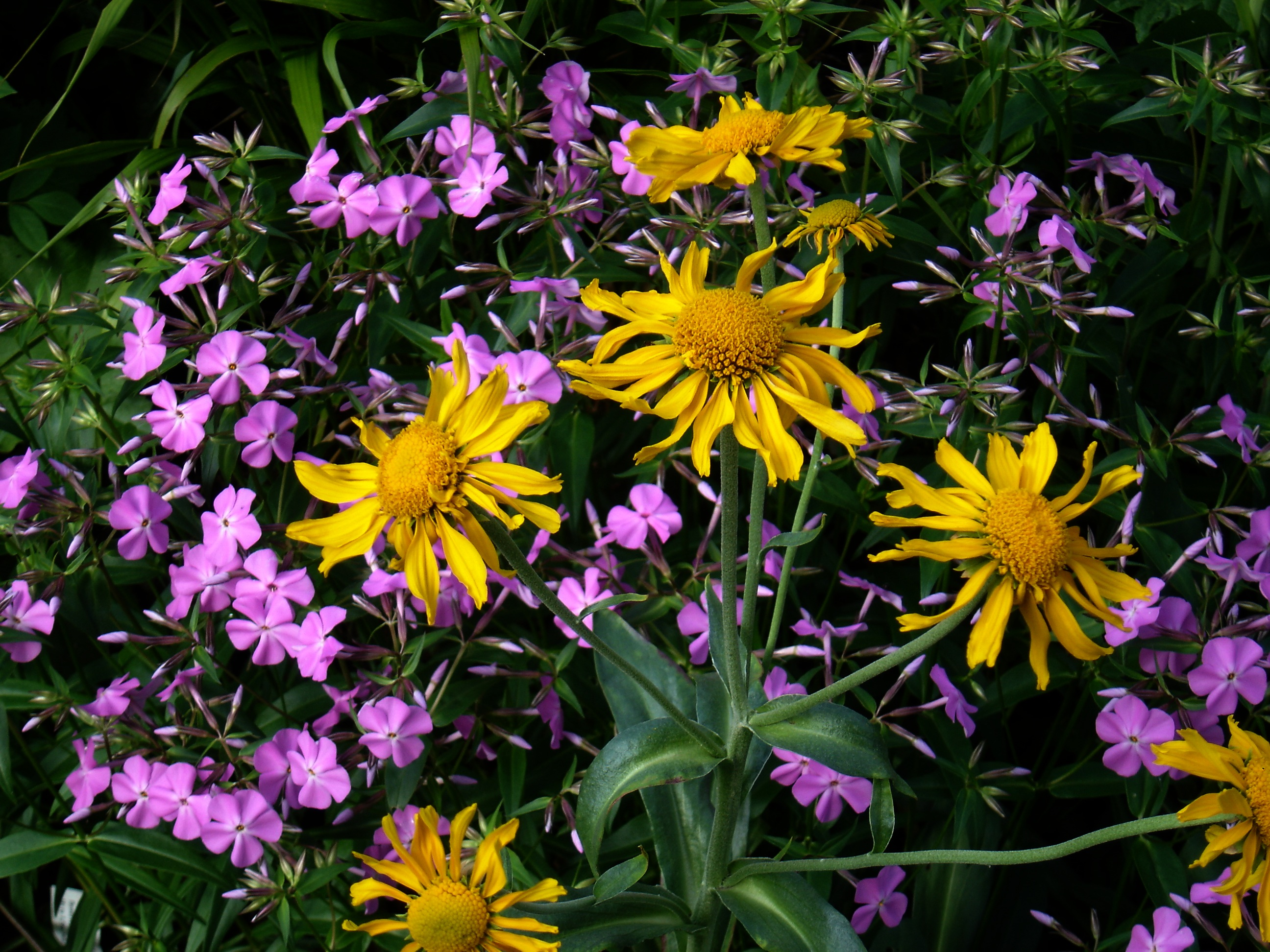